# Johann Friedrich Wiese
Johann Friedrich Wiese (* 1761 in Einbeck; † 1824) war ein hannoverscher Verwaltungsjurist.

## Leben
Johann Friedrich Wiese wurde 1761 in Einbeck als Sohn des späteren Geheimen Registrators und Kanzelisten in der Deutschen Kanzlei Jürgen Christian Wiese (1722–1801) geboren und wuchs so in London auf. Zur Vorbereitung auf das Studium besuchte er das Ratsgymnasium Hannover; eine Schilderung der Schulzeit gab Karl Philipp Moritz. Er schrieb sich am 17. Oktober 1778 als Student der Rechtswissenschaften an der Universität Göttingen ein und wurde am 7. November 1778 ausweislich der überlieferten Conventsprotokolle als Mitglied der Hannoverschen Landsmannschaft aufgenommen. Aus der Studienzeit bis Michaelis 1781 ist sein Schattenriss in der Silhouetten-Sammlung Schubert erhalten. Nach dem Studium wurde er 1781 Auditor beim Amt Nienburg, 1785 Amtsschreiber zunächst beim Amt Rotenburg, 1787 beim Amt Radolfshausen und 1792 dann bei dem Amt Hoya. 1802 wurde als Amtsverwalter in das Amt Hagen in Hagen im Bremischen versetzt und dort 1806 zum Amtmann ernannt. Später wurde er dort zum Oberamtmann befördert. Sein Sohn Georg Friedrich Wiese († 1827) wurde ebenfalls Verwaltungsjurist im Staatsdienst des Königreichs Hannover.